# XIIe législature de l'Assemblée de Madrid
La XIIe législature de l'Assemblée de Madrid est un cycle parlementaire de l'Assemblée de Madrid, d'une durée de deux ans, ouvert le 8 juin 2021 à la suite des élections du 4 mai 2021, et clos le 4 avril 2023.

## Bureau
| Poste                     | Titulaire          | Parti | Parti  |
| ------------------------- | ------------------ | ----- | ------ |
| Présidente                | Eugenia Carballedo |       | PPCM   |
| Premier vice-président    | Jorge Rodrigo      |       | PPCM   |
| Deuxième vice-président   | José Ignacio Arias |       | Vox    |
| Troisième vice-présidente | Esther Rodríguez   |       | MM     |
| Premier secrétaire        | José María Arribas |       | PPCM   |
| Deuxième secrétaire       | Diego Cruz         |       | PSOE-M |
| Troisième secrétaire      | Francisco Galeote  |       | PPCM   |

## Groupes parlementaires
| Nom | Nom            | Début | Fin | Président                 | Porte-parole                             |
| --- | -------------- | ----- | --- | ------------------------- | ---------------------------------------- |
|     | Populaire      | 65    | 65  | Isabel Díaz Ayuso         | Alfonso Serrano Pedro Muñoz (06/06/2022) |
|     | Más Madrid     | 24    | 24  | Eduardo Rubiño            | Mónica García                            |
|     | Socialiste     | 24    | 24  | Hana Jalloul (26/09/2021) | Hana Jalloul Juan Lobato (26/09/2021)    |
|     | Vox en Madrid  | 13    | 13  |                           | Rocío Monasterio                         |
|     | Unidas Podemos | 10    | 10  |                           | Carolina Alonso                          |

## Commissions parlementaires
| Commission | Président                       | Parti  | Parti |
| --- | ------------------------------- | ------ | ----- |
| Commissions permanentes législatives |                                 |        |       |
| Commission du Statut d'autonomie, du Règlement et du Statut du député                                                                         | Jorge Rodrigo                   | PPCM   |       |
| Commission du Statut d'autonomie, du Règlement et du Statut du député                                                                         | Alfonso Serrano (13/06/2022)    | PPCM   |       |
| Commission de la Présidence, de la Justice et de l'Intérieur                                                                                  | Paloma Adrados                  | PPCM   |       |
| Commission de la Présidence, de la Justice et de l'Intérieur                                                                                  | José Enrique Núñez (07/11/2022) | PPCM   |       |
| Commission de l'Éducation, de l'Enseignement supérieur et de la Science Commission de l'Éducation et de l'Enseignement supérieur (21/06/2022) | Carmen Castell                  | PPCM   |       |
| Commission de l'Éducation, de l'Enseignement supérieur et de la Science Commission de l'Éducation et de l'Enseignement supérieur (21/06/2022) | Mirina Cortés (22/11/2022)      | PPCM   |       |
| Commission de l'Environnement, du Logement et de l'Agriculture                                                                                | Tomás Burgos                    | PPCM   |       |
| Commission des Budgets et des Finances | Pilar Sánchez                   | PSOE-M |       |
| Commission des Budgets et des Finances | Agustín Vinagre (20/12/2021)    | PSOE-M |       |
| Commission de l'Économie et de l'Emploi | Juan Soler-Espiauba             | PPCM   |       |
| Commission de la Famille et de la Politique sociale                                                                                           | Ana Camins                      | PPCM   |       |
| Commission de l'Administration locale et de la Numérisation                                                                                   | Ángel Ramos                     | PPCM   |       |
| Commission de la Santé | Marta Marbán                    | PPCM   |       |
| Commission des Transports et des Infrastructures                                                                                              | Daniel Portero                  | PPCM   |       |
| Commission du Tourisme et du Sport | Juana Pérez                     | PPCM   |       |
| Commission de la Culture | Isabel Redondo                  | PPCM   |       |
| Commission de la Femme | Jaime de los Santos             | PPCM   |       |
| Commission de la Jeunesse | Sergio Brabezo                  | PPCM   |       |
| Commission des politiques d'intégration du handicap                                                                                           | Encarnación Rivero              | PPCM   |       |
| Commissions permanentes non-législatives |                                 |        |       |
| Commission de vigilance des contrats publics                                                                                                  | Jorge Moruno                    | MM     |       |
| Commission de vigilance des contrats publics                                                                                                  | Teresa Zurita (10/10/2022)      | MM     |       |
| Commission de Radiotélévision Madrid | Alicia Sánchez-Camacho          | PPCM   |       |
| Commission de la Participation | José María Arribas              | PPCM   |       |
| Commission de la Participation | Carlos González (13/12/2021)    | PPCM   |       |
| Commission de la Participation | Mar Nicolás (14/10/2022)        | PPCM   |       |

## Gouvernement et opposition
| Candidat               | Date                                    | Vote       |    |    |      |     |         | Résultat |
| Candidat               | Date                                    | Vote       | PP | MM | PSOE | Vox | Pod.-IU | Résultat |
| Isabel Díaz Ayuso (PP) | 18 juin 2021 (majorité absolue requise) | Oui        | 65 |    |      | 12  |         | 77 / 136 |
| Isabel Díaz Ayuso (PP) | 18 juin 2021 (majorité absolue requise) | Non        |    | 24 | 24   |     | 9       | 57 / 136 |
| Isabel Díaz Ayuso (PP) | 18 juin 2021 (majorité absolue requise) | Abstention |    |    |      |     |         | 0 / 136  |
| Isabel Díaz Ayuso (PP) | 18 juin 2021 (majorité absolue requise) | Absent     |    |    |      |     | 1       | 1 / 136  |

## Désignations

### Sénateurs
| Parti | Parti                               | Sénateurs désignés                             | Voix |
| ----- | ----------------------------------- | ---------------------------------------------- | ---- |
| PP    |                                     | Ana Camins Martínez                            | 112  |
| PP    | María Paloma Adrados Gautier        |                                                | 112  |
| PP    | Alicia Sánchez-Camacho Pérez        |                                                | 112  |
| PP    | Eduardo Raboso García-Baquero       |                                                | 112  |
| PP    | Jaime Miguel de los Santos González |                                                | 112  |
| MM    |                                     | Pablo Gómez Perpinyà                           | 112  |
| PSOE  |                                     | Pilar Llop Cuenca (n'a pas accepté l'élection) | 112  |

- Désignation : 8 juillet 2021.
- Pilar Llop (PSOE) ne siège pas et est remplacée en septembre 2021 par José Cepeda par assentiment.